# Campeonato Provincia de Buenos Aires
El Campeonato Provincia de Buenos Aires, también conocido como Campeonato del Gran Buenos Aires, Copa Juan Domingo Perón o simplemente Copa Perón, fue un certamen de fútbol organizado como «torneo especial» por el gobierno de la provincia de Buenos Aires junto a la Asociación del Fútbol Argentino (AFA), antes del inicio del campeonato regular oficial de 1955.
Pese a su carácter provincial y regional, ante una solicitud de reclamo presentada por el Club Atlético Lanús, la copa fue homologada como competición oficial y nacional, por la Asociación del Fútbol Argentino, en 2024. Participaron seis equipos de la Primera División de Argentina y uno de la Primera B.

## Sistema de disputa
Los equipos participantes se enfrentaron en un heptagonal, a través de un sistema de eliminación directa con posteriores rondas clasificatorias de ganadores y perdedores. 
En la primera fase, al haber un número impar de clubes, el Club Atlético Tigre quedó libre y clasificó de forma directa a la siguiente ronda. Luego el Club Atlético Lanús obtuvo la zona de ganadores y el Club Estudiantes de Eva Perón la de perdedores.
Los partidos del certamen se organizaron con la particularidad de que en caso de empate en los 90 minutos reglamentarios, tras transcurrir una prórroga, se clasificaba aquel equipo con mayor cantidad de tiros de esquina a favor.[cita requerida]

## Validez y controversias

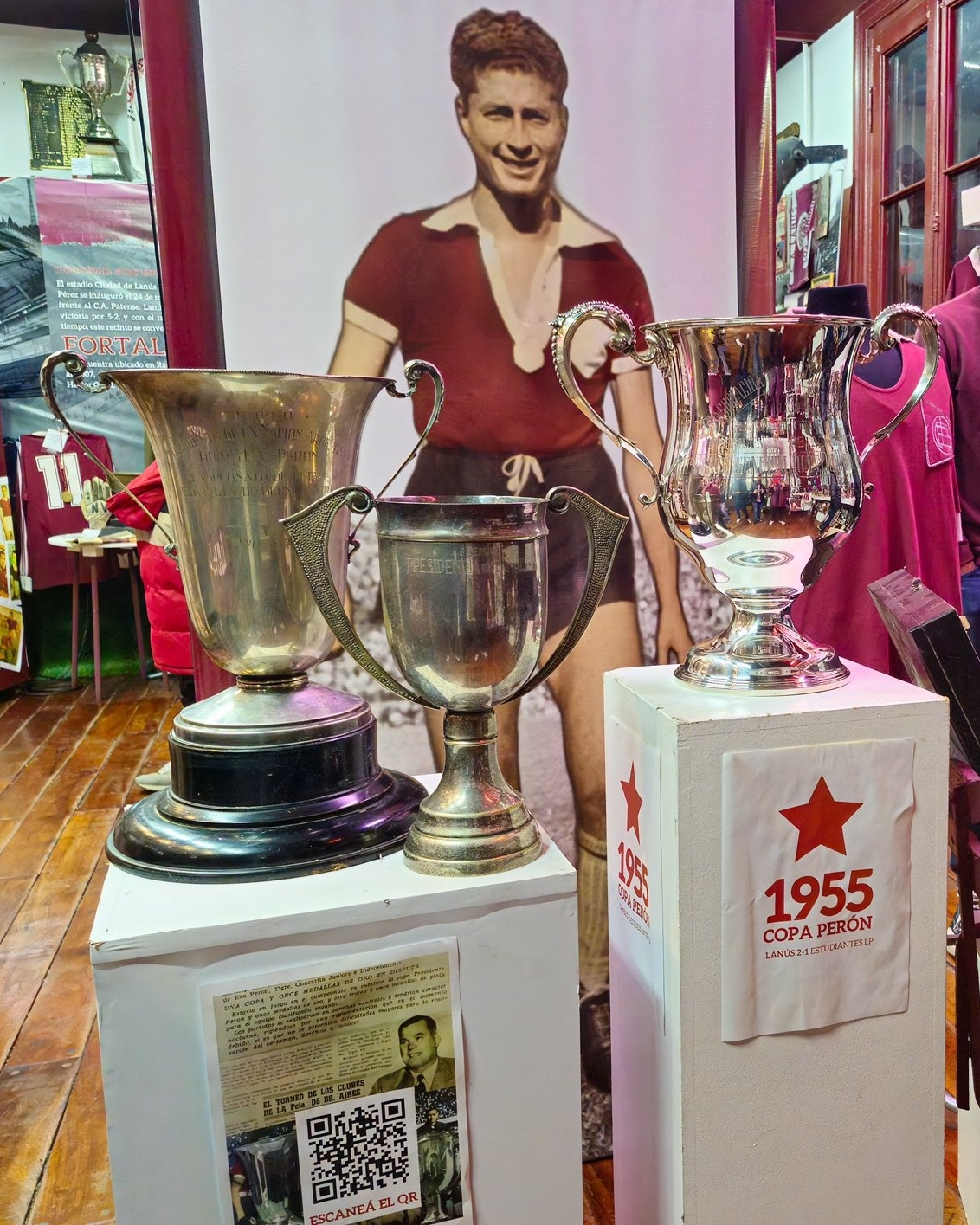
En la izquierda: los dos premios de la Provincia; en la derecha, la copa oficial por parte de la AFA.

El Campeonato de la Provincia de Buenos Aires fue un torneo de pretemporada organizado por el gobierno de la provincia de Buenos Aires, con anuncia de la AFA, antes del comienzo del Campeonato de Primera División 1955. El ganador obtuvo tres trofeos: uno por parte del gobierno bonaerense y dos por el ente regulador del fútbol argentino (una réplica quedó en poder del C. A. Lanús y otra en las vitrinas de la AFA). Pero como en 1955 se produjo en Argentina un golpe de Estado, debido a la irrupción de la llamada Revolución Libertadora contra el gobierno constitucional del presidente Juan Domingo Perón, uno de esos trofeos no le fue otorgado al C. A. Lanús ya que, a su vez, la AFA pasó a estar intervenida. Por eso, después de casi 70 años, en una decisión no exenta de críticas y divergencias, el máximo organismo decidió darle validez oficial al logro pese a que en los boletines del ente de la temporada 1955 la organización de este certamen era mencionada en los considerandos de «torneos especiales», no siendo citado como certamen oficial.
Historiadores e investigadores del C. A. Lanús[¿quién?] sostienen que el certamen era oficial desde su origen y organización, pero que no fue reconocido como tal a raíz del golpe de Estado, ya que la copa llevaba el nombre del presidente depuesto. Otros investigadores e historiadores, como Oscar Barnade, sostienen que «no existe coherencia histórica lógica» en la decisión de AFA de oficializar un torneo de carácter provincial.
En enero de 2025, la oficialidad del título quedó finalmente plasmada en el Informe Anual de Clubes 2024 de AFA y en la nómina de campeones de su web como un título nacional.

## Equipos
| Equipo                               | Ciudad       |
| ------------------------------------ | ------------ |
| Club Atlético Chacarita              | Buenos Aires |
| Club de Gimnasia y Esgrima Eva Perón | Eva Perón    |
| Club Estudiantes de Eva Perón        | Eva Perón    |
| Club Atlético Banfield               | Banfield     |
| Club Atlético Lanús                  | Lanús        |
| Racing Club                          | Avellaneda   |
| Club Atlético Tigre                  | Victoria     |

El Club Atlético Independiente decidió no participar en el certamen, priorizando los compromisos previamente asumidos en una serie de partidos amistosos internacionales. Además, el club se vio afectado por la cesión de varios de sus futbolistas al seleccionado argentino, que disputaba el Campeonato Sudamericano ese mismo año.

## Desarrollo

### Primera Ronda y Zona Ganadores

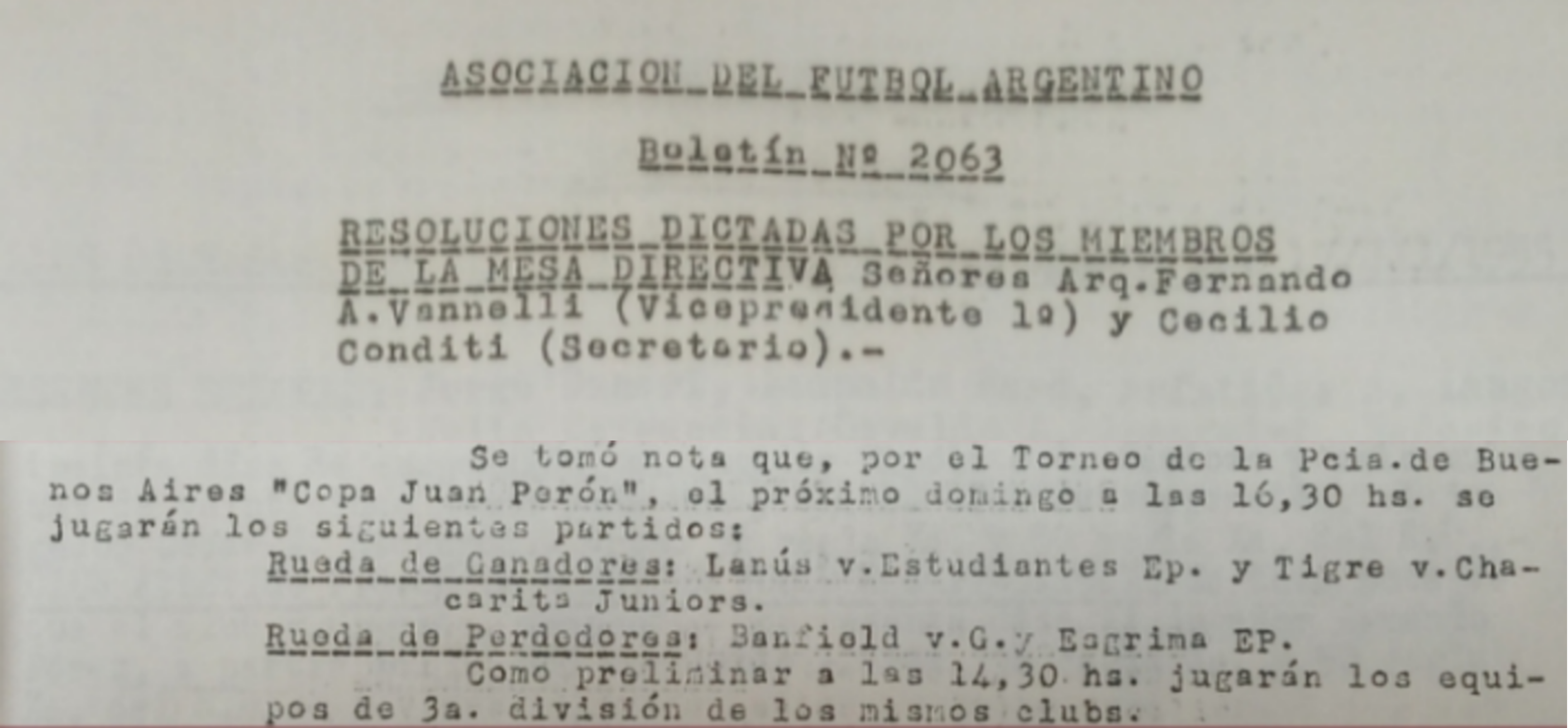
Boletín de la AFA con las rondas de ganadores y perdedores.

|  | Primera Ronda | Primera Ronda                | Primera Ronda            |                          |                   | Ganadores Semifinal | Ganadores Semifinal | Ganadores Semifinal |  |       | Ganadores Final | Ganadores Final | Ganadores Final |  |
|  | 12 de marzo   | 12 de marzo                  | 12 de marzo              |                          |                   | 2 de diciembre      | 2 de diciembre      | 2 de diciembre      |  |       | 1º de abril     | 1º de abril     | 1º de abril     |  |
|  |               |                              |                          |                          |                   |                     |                     |                     |  |       |                 |                 |                 |  |
|  |               |                              |                          |                          |                   |                     |                     |                     |  |       |                 |                 |                 |  |
|  | 1             | Racing                       | 0 (0)                    |                          |                   |                     |                     |                     |  |       |                 |                 |                 |  |
|  | 1             | Racing                       | 0 (0)                    |                          |                   |                     |                     |                     |  |       |                 |                 |                 |  |
|  | 8             | Lanús                        | 0 (1)                    |                          |                   |                     |                     |                     |  |       |                 |                 |                 |  |
|  | 8             | Lanús                        | 0 (1)                    |                          | Lanús             | Lanús               | 2                   |                     |  |       |                 |                 |                 |  |
|  |               |                              |                          |                          | Lanús             | Lanús               | 2                   |                     |  |       |                 |                 |                 |  |
|  |               |                              | Estudiantes de Eva Perón | Estudiantes de Eva Perón | 1                 |                     |                     |                     |  |       |                 |                 |                 |  |
|  | 5             | Estudiantes de Eva Perón     | Estudiantes de Eva Perón | Estudiantes de Eva Perón | 1                 | 2 (1)               |                     |                     |  |       |                 |                 |                 |  |
|  | 5             | Estudiantes de Eva Perón     |                          |                          |                   |                     |                     |                     |  |       |                 |                 |                 |  |
|  | 4             | Banfield                     | 2 (0)                    |                          |                   |                     |                     |                     |  |       |                 |                 |                 |  |
|  | 4             | Banfield                     | 2 (0)                    |                          |                   |                     |                     |                     |  | Lanús | Lanús           | 2               |                 |  |
|  |               |                              |                          |                          |                   |                     |                     |                     |  | Lanús | Lanús           | 2               |                 |  |
|  |               |                              | Tigre                    | Tigre                    | 1                 |                     |                     |                     |  |       |                 |                 |                 |  |
|  | 3             | Chacarita Juniors            | Tigre                    | Tigre                    | 1                 | 2                   |                     |                     |  |       |                 |                 |                 |  |
|  | 3             | Chacarita Juniors            |                          |                          |                   |                     |                     |                     |  |       |                 |                 |                 |  |
|  | 6             | Gimnasia y Esgrima Eva Perón | 1                        |                          |                   |                     |                     |                     |  |       |                 |                 |                 |  |
|  | 6             | Gimnasia y Esgrima Eva Perón | 1                        |                          | Chacarita Juniors | Chacarita Juniors   | 0                   |                     |  |       |                 |                 |                 |  |
|  |               |                              |                          |                          | Chacarita Juniors | Chacarita Juniors   | 0                   |                     |  |       |                 |                 |                 |  |
|  |               |                              | Tigre                    | Tigre                    | 2                 |                     |                     |                     |  |       |                 |                 |                 |  |
|  | 7             | N/D                          | Tigre                    | Tigre                    | 2                 | N/D                 |                     |                     |  |       |                 |                 |                 |  |
|  | 7             | N/D                          |                          |                          |                   |                     |                     |                     |  |       |                 |                 |                 |  |
|  | 2             | Tigre                        | N/D                      |                          |                   |                     |                     |                     |  |       |                 |                 |                 |  |
|  | 2             | Tigre                        | N/D                      |                          |                   |                     |                     |                     |  |       |                 |                 |                 |  |
|  |               |                              |                          |                          |                   |                     |                     |                     |  |       |                 |                 |                 |  |

### Zona Perdedores
|  | Perdedores 1ª Ronda | Perdedores 1ª Ronda          | Perdedores 1ª Ronda      |                          |          | Perdedores 2ª Ronda | Perdedores 2ª Ronda | Perdedores 2ª Ronda |     |       | Perdedores Semifinal | Perdedores Semifinal     | Perdedores Semifinal     |   |  | Perdedores Final | Perdedores Final | Perdedores Final |  |
|  | 20 de marzo         | 20 de marzo                  | 20 de marzo              |                          |          | 20 de marzo         | 20 de marzo         | 20 de marzo         |     |       | 20 de marzo          | 20 de marzo              | 20 de marzo              |   |  | 21 de abril      | 21 de abril      | 21 de abril      |  |
|  |                     |                              |                          |                          |          |                     |                     |                     |     |       |                      |                          |                          |   |  |                  |                  |                  |  |
|  |                     |                              |                          |                          |          |                     |                     |                     |     |       |                      |                          |                          |   |  |                  |                  |                  |  |
|  | 1                   | Banfield                     | 2                        |                          |          |                     |                     |                     |     |       |                      |                          |                          |   |  |                  |                  |                  |  |
|  | 1                   | Banfield                     | 2                        |                          |          |                     |                     |                     |     |       |                      |                          |                          |   |  |                  |                  |                  |  |
|  | 16                  | Gimnasia y Esgrima Eva Perón | 1                        |                          |          |                     |                     |                     |     |       |                      |                          |                          |   |  |                  |                  |                  |  |
|  | 16                  | Gimnasia y Esgrima Eva Perón | 1                        |                          | Banfield | Banfield            | 2                   |                     |     |       |                      |                          |                          |   |  |                  |                  |                  |  |
|  |                     |                              |                          |                          | Banfield | Banfield            | 2                   |                     |     |       |                      |                          |                          |   |  |                  |                  |                  |  |
|  |                     |                              | Estudiantes de Eva Perón | Estudiantes de Eva Perón | 3        |                     |                     |                     |     |       |                      |                          |                          |   |  |                  |                  |                  |  |
|  | 9                   | N/D                          | Estudiantes de Eva Perón | Estudiantes de Eva Perón | 3        | N/D                 |                     |                     |     |       |                      |                          |                          |   |  |                  |                  |                  |  |
|  | 9                   | N/D                          |                          |                          |          |                     |                     |                     |     |       |                      |                          |                          |   |  |                  |                  |                  |  |
|  | 8                   | Racing                       | N/D                      |                          |          |                     |                     |                     |     |       |                      |                          |                          |   |  |                  |                  |                  |  |
|  | 8                   | Racing                       | N/D                      |                          |          |                     |                     |                     |     | Tigre | Tigre                | 2                        |                          |   |  |                  |                  |                  |  |
|  |                     |                              |                          |                          |          |                     |                     |                     |     | Tigre | Tigre                | 2                        |                          |   |  |                  |                  |                  |  |
|  |                     |                              | Racing                   | Racing                   | 1        |                     |                     |                     |     |       |                      |                          |                          |   |  |                  |                  |                  |  |
|  |                     |                              | Racing                   | Racing                   | 1        |                     |                     |                     |     |       |                      |                          |                          |   |  |                  |                  |                  |  |
|  |                     |                              |                          |                          |          |                     |                     |                     |     |       |                      |                          |                          |   |  |                  |                  |                  |  |
|  |                     |                              |                          |                          |          |                     |                     |                     |     |       |                      |                          |                          |   |  |                  |                  |                  |  |
|  |                     | Chacarita Juniors            | Chacarita Juniors        | 4 (1)                    |          |                     |                     |                     |     |       |                      |                          |                          |   |  |                  |                  |                  |  |
|  |                     |                              |                          | 4 (1)                    |          |                     |                     |                     |     |       |                      |                          |                          |   |  |                  |                  |                  |  |
|  |                     |                              | Racing                   | Racing                   | 4 (2)    |                     |                     |                     |     |       |                      |                          |                          |   |  |                  |                  |                  |  |
|  |                     |                              | Racing                   | Racing                   | 4 (2)    |                     |                     |                     |     |       |                      |                          |                          |   |  |                  |                  |                  |  |
|  |                     |                              |                          |                          |          |                     |                     |                     |     |       |                      |                          |                          |   |  |                  |                  |                  |  |
|  |                     |                              |                          |                          |          |                     |                     |                     |     |       |                      |                          |                          |   |  |                  |                  |                  |  |
|  |                     |                              |                          |                          |          |                     |                     |                     |     |       |                      | Estudiantes de Eva Perón | Estudiantes de Eva Perón | 4 |  |                  |                  |                  |  |
|  |                     |                              |                          |                          |          |                     |                     |                     |     |       |                      |                          |                          | 4 |  |                  |                  |                  |  |
|  |                     |                              | Tigre                    | Tigre                    | 0        |                     |                     |                     |     |       |                      |                          |                          |   |  |                  |                  |                  |  |
|  |                     |                              | Tigre                    | Tigre                    | 0        |                     |                     |                     |     |       |                      |                          |                          |   |  |                  |                  |                  |  |
|  |                     |                              |                          |                          |          |                     |                     |                     |     |       |                      |                          |                          |   |  |                  |                  |                  |  |
|  |                     |                              |                          |                          |          |                     |                     |                     |     |       |                      |                          |                          |   |  |                  |                  |                  |  |
|  |                     |                              |                          |                          |          |                     |                     |                     |     |       |                      |                          |                          |   |  |                  |                  |                  |  |
|  |                     |                              |                          |                          |          |                     |                     |                     |     |       |                      |                          |                          |   |  |                  |                  |                  |  |
|  |                     |                              |                          |                          |          |                     |                     |                     |     |       |                      |                          |                          |   |  |                  |                  |                  |  |
|  |                     |                              |                          |                          |          |                     |                     |                     |     |       |                      |                          |                          |   |  |                  |                  |                  |  |
|  |                     |                              |                          |                          |          |                     |                     |                     |     |       |                      |                          |                          |   |  |                  |                  |                  |  |
|  |                     |                              |                          |                          |          |                     |                     |                     |     |       |                      |                          |                          |   |  |                  |                  |                  |  |
|  |                     |                              |                          |                          |          |                     | N/D                 | N/D                 | N/D |       |                      |                          |                          |   |  |                  |                  |                  |  |
|  |                     |                              |                          |                          |          |                     |                     |                     | N/D |       |                      |                          |                          |   |  |                  |                  |                  |  |
|  |                     |                              | Estudiantes de Eva Perón | Estudiantes de Eva Perón | N/D      |                     |                     |                     |     |       |                      |                          |                          |   |  |                  |                  |                  |  |
|  |                     |                              | Estudiantes de Eva Perón | Estudiantes de Eva Perón | N/D      |                     |                     |                     |     |       |                      |                          |                          |   |  |                  |                  |                  |  |
|  |                     |                              |                          |                          |          |                     |                     |                     |     |       |                      |                          |                          |   |  |                  |                  |                  |  |
|  |                     |                              |                          |                          |          |                     |                     |                     |     |       |                      |                          |                          |   |  |                  |                  |                  |  |
|  |                     |                              |                          |                          |          |                     |                     |                     |     |       |                      |                          |                          |   |  |                  |                  |                  |  |
|  |                     |                              |                          |                          |          |                     |                     |                     |     |       |                      |                          |                          |   |  |                  |                  |                  |  |
|  |                     |                              |                          |                          |          |                     |                     |                     |     |       |                      |                          |                          |   |  |                  |                  |                  |  |
|  |                     |                              |                          |                          |          |                     |                     |                     |     |       |                      |                          |                          |   |  |                  |                  |                  |  |
|  |                     |                              |                          |                          |          |                     |                     |                     |     |       |                      |                          |                          |   |  |                  |                  |                  |  |
|  |                     |                              |                          |                          |          |                     |                     |                     |     |       |                      |                          |                          |   |  |                  |                  |                  |  |
|  |                     |                              |                          |                          |          |                     |                     |                     |     |       |                      |                          |                          |   |  |                  |                  |                  |  |
|  |                     |                              |                          |                          |          |                     |                     |                     |     |       |                      |                          |                          |   |  |                  |                  |                  |  |

## Final

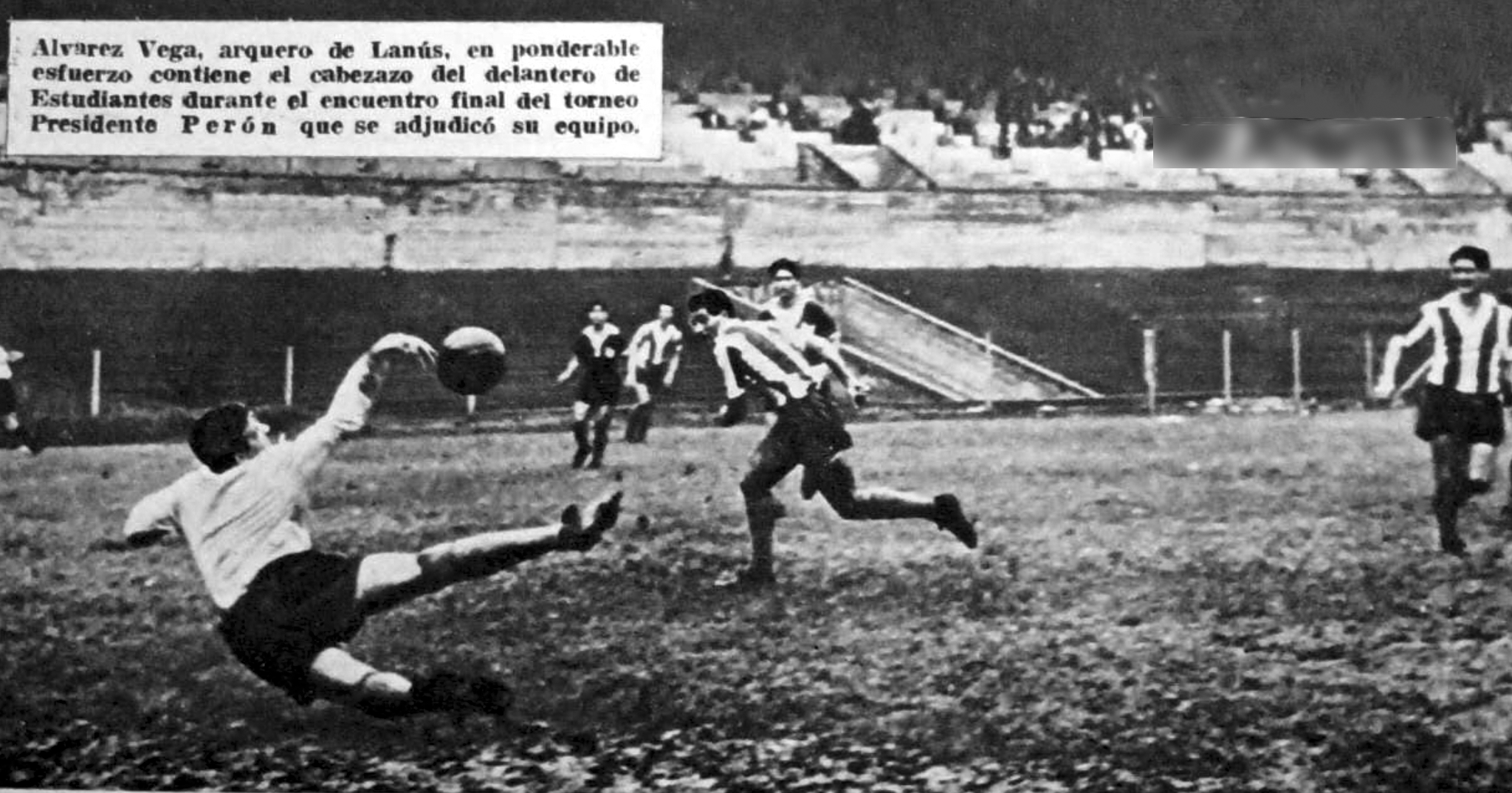
Atajada de Tito Álvarez Vega, arquero del C. A. Lanús, en la final.

La final fue disputada entre el Club Atlético Lanús y el Club Estudiantes de Eva Perón, en una cancha neutral elegida mediante votación por la AFA. El encuentro se llevó a cabo en el Estadio Presidente Perón, propiedad del Racing Club, ubicado en Avellaneda, y fue dirigido por el árbitro inglés Leslie Burfield.
| –     | Guardameta     | Santos Gioffré     |  |
| –     | Defensa        | Leandro Casanueva  |  |
| –     | Defensa        | José María Silvero |  |
| –     | Centrocampista | Walter Garcerón    |  |
| –     | Centrocampista | Juan Urriolabeitía |  |
| –     | Centrocampista | Alberto Bouché     |  |
| –     | Delantero      | Ricardo Sciliano   |  |
| –     | Delantero      | Francisco Quaglia  |  |
| –     | Delantero      | Roberto Rolando    |  |
| –     | Delantero      | Héctor Antonio     |  |
| –     | Delantero      | Manuel Pelegrina   |  |
| D. T. | D. T.          | Mario Fortunato    |  |

| –     | Guardameta     | Tito Álvarez Vega     |  |
| –     | Defensa        | Emilio Prato          |  |
| –     | Defensa        | Ángel Beltrán         |  |
| –     | Defensa        | Nicolás Daponte       |  |
| –     | Centrocampista | Juan Guidi            |  |
| –     | Centrocampista | José Nazionale        |  |
| –     | Centrocampista | Óscar Contreras       |  |
| –     | Delantero      | Osvaldo Gil           |  |
| –     | Delantero      | Rodolfo García        |  |
| –     | Delantero      | Urbano Reynoso        |  |
| –     | Delantero      | Felipe Zelada         |  |
| D. T. | D. T.          | Juan Bautista Cevasco |  |

| – | DEL | Juan Chena | Entró |

| – | DEL | Rodolfo García | Entró |
| – | DEL | Osvaldo Gil    | Entró |

| 72' | Juan Urriolabeitía | 1:1 |

| 70' · 89' | Rodolfo García Osvaldo Gil | 0:1 1:2 |

| Principal | Leslie Burfield |

| –     | Guardameta     | Santos Gioffré     |  |
| –     | Defensa        | Leandro Casanueva  |  |
| –     | Defensa        | José María Silvero |  |
| –     | Centrocampista | Walter Garcerón    |  |
| –     | Centrocampista | Juan Urriolabeitía |  |
| –     | Centrocampista | Alberto Bouché     |  |
| –     | Delantero      | Ricardo Sciliano   |  |
| –     | Delantero      | Francisco Quaglia  |  |
| –     | Delantero      | Roberto Rolando    |  |
| –     | Delantero      | Héctor Antonio     |  |
| –     | Delantero      | Manuel Pelegrina   |  |
| D. T. | D. T.          | Mario Fortunato    |  |

| –     | Guardameta     | Tito Álvarez Vega     |  |
| –     | Defensa        | Emilio Prato          |  |
| –     | Defensa        | Ángel Beltrán         |  |
| –     | Defensa        | Nicolás Daponte       |  |
| –     | Centrocampista | Juan Guidi            |  |
| –     | Centrocampista | José Nazionale        |  |
| –     | Centrocampista | Óscar Contreras       |  |
| –     | Delantero      | Osvaldo Gil           |  |
| –     | Delantero      | Rodolfo García        |  |
| –     | Delantero      | Urbano Reynoso        |  |
| –     | Delantero      | Felipe Zelada         |  |
| D. T. | D. T.          | Juan Bautista Cevasco |  |

| – | DEL | Juan Chena | Entró |

| – | DEL | Rodolfo García | Entró |
| – | DEL | Osvaldo Gil    | Entró |

| 72' | Juan Urriolabeitía | 1:1 |

| 70' · 89' | Rodolfo García Osvaldo Gil | 0:1 1:2 |

| Principal | Leslie Burfield |

| –     | Guardameta     | Santos Gioffré     |  |
| –     | Defensa        | Leandro Casanueva  |  |
| –     | Defensa        | José María Silvero |  |
| –     | Centrocampista | Walter Garcerón    |  |
| –     | Centrocampista | Juan Urriolabeitía |  |
| –     | Centrocampista | Alberto Bouché     |  |
| –     | Delantero      | Ricardo Sciliano   |  |
| –     | Delantero      | Francisco Quaglia  |  |
| –     | Delantero      | Roberto Rolando    |  |
| –     | Delantero      | Héctor Antonio     |  |
| –     | Delantero      | Manuel Pelegrina   |  |
| D. T. | D. T.          | Mario Fortunato    |  |

| –     | Guardameta     | Tito Álvarez Vega     |  |
| –     | Defensa        | Emilio Prato          |  |
| –     | Defensa        | Ángel Beltrán         |  |
| –     | Defensa        | Nicolás Daponte       |  |
| –     | Centrocampista | Juan Guidi            |  |
| –     | Centrocampista | José Nazionale        |  |
| –     | Centrocampista | Óscar Contreras       |  |
| –     | Delantero      | Osvaldo Gil           |  |
| –     | Delantero      | Rodolfo García        |  |
| –     | Delantero      | Urbano Reynoso        |  |
| –     | Delantero      | Felipe Zelada         |  |
| D. T. | D. T.          | Juan Bautista Cevasco |  |

| – | DEL | Juan Chena | Entró |

| – | DEL | Rodolfo García | Entró |
| – | DEL | Osvaldo Gil    | Entró |

| 72' | Juan Urriolabeitía | 1:1 |

| 70' · 89' | Rodolfo García Osvaldo Gil | 0:1 1:2 |

| Principal | Leslie Burfield |

| –     | Guardameta     | Santos Gioffré     |  |
| –     | Defensa        | Leandro Casanueva  |  |
| –     | Defensa        | José María Silvero |  |
| –     | Centrocampista | Walter Garcerón    |  |
| –     | Centrocampista | Juan Urriolabeitía |  |
| –     | Centrocampista | Alberto Bouché     |  |
| –     | Delantero      | Ricardo Sciliano   |  |
| –     | Delantero      | Francisco Quaglia  |  |
| –     | Delantero      | Roberto Rolando    |  |
| –     | Delantero      | Héctor Antonio     |  |
| –     | Delantero      | Manuel Pelegrina   |  |
| D. T. | D. T.          | Mario Fortunato    |  |

| –     | Guardameta     | Tito Álvarez Vega     |  |
| –     | Defensa        | Emilio Prato          |  |
| –     | Defensa        | Ángel Beltrán         |  |
| –     | Defensa        | Nicolás Daponte       |  |
| –     | Centrocampista | Juan Guidi            |  |
| –     | Centrocampista | José Nazionale        |  |
| –     | Centrocampista | Óscar Contreras       |  |
| –     | Delantero      | Osvaldo Gil           |  |
| –     | Delantero      | Rodolfo García        |  |
| –     | Delantero      | Urbano Reynoso        |  |
| –     | Delantero      | Felipe Zelada         |  |
| D. T. | D. T.          | Juan Bautista Cevasco |  |

| – | DEL | Juan Chena | Entró |

| – | DEL | Rodolfo García | Entró |
| – | DEL | Osvaldo Gil    | Entró |

| 72' | Juan Urriolabeitía | 1:1 |

| 70' · 89' | Rodolfo García Osvaldo Gil | 0:1 1:2 |

| Principal | Leslie Burfield |

|                           |
|                           |
| Campeón Lanús 1.er título |

## Goleadores
| Jugador          | Equipo                      | Goles |
| ---------------- | --------------------------- | ----- |
| Rodolfo García   | C. A. Lanús                 | 3     |
| Roberto Rolando  | C. Estudiantes de Eva Perón | 3     |
| Julio Ravelli    | C. A. Chacarita Juniors     | 3     |
| Benito Cejas     | C. A. Lanús                 | 2     |
| Oreste Corbatta  | Racing Club                 | 2     |
| Osvaldo Gil      | C. A. Lanús                 | 1     |
| Manuel Pelegrina | C. Estudiantes de Eva Perón | 1     |

Fuente: RSSSF